# Rudolf Frentz
Rudolf Rudolfovich Frentz (en ruso: Рудольф Рудольфович Френц, 23 de julio de 1888, Marienburg, Gobernatura general de San Petersburgo-26 de diciembre de 1956, Leningrado) fue un artista soviético, pintor y artista gráfico, miembro de la Unión de Artistas de Leningrado, uno de los representantes de la Escuela de Pintura de Leningrado.

## Biografía
Rudolf Rudolfovich Frentz nació el 23 de julio de 1888 en Marienburg, Gobernatura general de San Petersburgo la familia del artista. Su padre Rudolf Ferdinandovich Frentz (1831—1918) era un famoso artista - animalista. En 1909-1916 estudió en la Academia de Bellas Artes en San Petersburgo - Petrogrado. Discípulo de Vasili Savinski y Nikolai Samokish.
Ha participado en exposiciones desde 1904. Trabajó como pintor, muralista, artista gráfico, ilustrador. Un reconocido maestro de las pinturas de temática y la batalla, así como la pintura panorámica. Desde 1932, él era un miembro de la Unión de Artistas de Leningrado soviético. 
En 1929-1956 Rudolf Frentz fue profesor en la Academia de Arte en Leningrado. En 1935-1956 dirigió el taller de pintura de la batalla, el profesor. Además, en 1949-1956 fue profesor en el Instituto para la Mukhina Vera. Exposición personal de obras de Rudolf Frentz en Leningrado - San Petersburgo en 1928, 1970 y 2006.
Rudolf Frentz murió el 26 de diciembre de 1956 en Leningrado. Sus obras se conservan en el Museo Ruso, Galería Tretiakov y otros museos y colecciones privadas en Rusia, Estados Unidos, Francia, Italia, Finlandia, Inglaterra, España, y otros países.